# 17. proletarska brigada (JLA)
Za druge 17. brigade glejte 17. brigada.
17. proletarska brigada (srbohrvaško 17. proleterska brigada) je bila brigada v sestavi JLA.

## Organizacija
- štab
- 4x bataljon